# Церковь Косьмы и Дамиана (Елец)
Це́рковь святы́х му́чеников и бессре́бреников Косьмы́ и Дамиа́на (Козьмодемьянская церковь–усыпальница) — пятый православный храм Троицкого мужского монастыря в городе Ельце. Разобран в 1920-х годах.

## История
К южной стене Троицкого собора тесно примыкала небольшая каменная церковь с престолом во имя святых бессребреников Косьмы и Дамиана. Пятый храм Троицкого монастыря, более известный как усыпальница, был устроен с разрешения епархиального начальства в 1874 году над прахом достопочтимого подвижника отца Иоанна Борисовича Жданова. Козьмодамиановская церковь была построена из кирпича разобранного старого братского корпуса, старанием настоятеля обители архимандрита Флорентия при участии елецкого потомственного почётного гражданина Ивана Ивановича Калабина. 
Церковь-усыпальница была закрыта после ликвидации Троицкого монастыря в 1919 году. К 1922 году все монастырские здания были переданы пролетарской коммуне. Точной даты разборки храма не известно, однако он не упоминается в документах с 1920-х годов.

## Архитектура и внутреннее убранство
Церковь-усыпальница  имела следующие размеры: длина – 17,5 аршин (12,5 метра), ширина – 12 аршин. Основание храма было заглублено в землю, высота снаружи – 2 аршина, внутри – 3 аршина. 
Для строительства Космодамиановской церкви использовался кирпич разобранного старого братского корпуса. Крыша и входной зонт покрыты железом и окрашены медянкой, фонарь и главка покрыта белой английской жестью и увенчана крестом. Стены внутри, столбы и арки были оштукатурены и расписаны «орнаментурой на масле»; пол каменный.  
Иконостас был поставлен деревянный, с вызолоченной резьбой, высотой в 3 аршина, длиной – 12 аршин. В церкви хранились святые иконы: Иверской Божией Матери на чугунной массивной доске, которую несли перед гробом отца Иоанна (Жданова) в день похорон в 1824 году; «Умягчение злых сердец» – из дома отца Иоанна, подарена его родственниками в 1877 году; святого Иоанна Златоуста и святого Игнатия Богоносца, изготовлена в 1879 году усердием епископа Нижегородского Иеремии (Соловьёва). 
Изображений храма не сохранилось.

## Усыпальница
Посередине церкви находилась могила досточтимого отца Иоанна Жданова, над ней – деревянное крашеное надгробие, на котором лежала медная посеребренная доска с рельефным изображением почившего во весь рост, в полном священническом облачении. 
В алтаре храма находился склеп первых вкладчиков и благотворителей Троицкой обители – Ивана Васильевича и Евдокии Фёдоровны Шапошниковых. Над прахом первого был поставлен святой престол, второй – жертвенник.  
В этой церкви были погребены несколько настоятелей монастыря: у ног отца Иоанна – архимандрит Дионисий, слева от входа – архимандрит Флорентий и архимандрит Авель. В стене храма располагались памятники, под которыми покоится прах купца Петра Алексеевича Талдыкина и его сестры – купеческой жены Александры Алексеевны Калабиной.
Еженедельно в субботу над прахом отца Иоанна самим настоятелем и братией торжественно совершались соборные панихиды, за которыми поминались имена почивших настоятелей и благодетелей обители. 